# Deutsche Beachhandball-Meisterschaften 2022
Die Deutschen Beachhandball-Meisterschaften finden vom 5. bis 7. August 2022 im VGH Stadion am Meer in Cuxhaven statt.

## Hintergründe
Cuxhaven war von 1997 bis 2011 schon einmal der langjährige Austragungsort der deutschen Beachhandball-Meisterschaften. Nach der Einstellung der Meisterschaften durch den DHB nach 2011 fanden die zunächst inoffiziellen Endspiele an anderen Orten statt, seit der Wiederübernahme durch den DHB 2015 einmal in Kassel, dann vier Mal in BeachMitte Berlin. Da in Berlin kaum Zuschauer erreicht wurden, sollte die Meisterschaft 2020 wieder in Cuxhaven stattfinden, fiel aber aufgrund der COVID-19-Pandemie aus. Nachdem aus Hygienegründen 2021 ohne Zuschauer im Arena-Sportpark in Düsseldorf statt. 2022 kehren die Meisterschaften endgültig wieder nach Cuxhaven zurück.
Im Vergleich zum beschränkten Vorjahr wurde die Zahl der Teilnehmer für die Wettbewerbe beider Geschlechter wieder von acht auch zehn erhöht. Die Teilnehmer qualifizierten sich über die Turniere der German-Beach-Open-Serie. Teilnahmeberechtigt bei der Deutschen Meisterschaft waren allerdings nur deutsche Mannschaften, die sich vorher dafür registriert hatten, das waren 15 Mannschaften bei den Männern und 13 bei den Frauen.
| Frauen Details | Cuxhaven, VGH Stadion am Meer | Beach Bazis Schleissheim  | 2:1 | Minga Turtles Ismaning  | Brüder Ismaning        | 2:0 | BHC Sanddevils Youngsters |
| Männer Details | Cuxhaven, VGH Stadion am Meer | Die Otternasen Bartenbach | 2:1 | BHC Beaching Bad Minden | Beachmopeten Oberursel |     | BHC Sand Devils Minden    |

## Mannschaften in der Qualifikationsphase
Die für die Deutschen Meisterschaften angemeldeten Mannschaften waren:
| Frauen - Ohana Arsten - Dickes B Berlin - BonnBon - CAIPIranhas Erlangen - BeachTiGers Geislingen - Beach Unicorns Hannover - Brüder Ismaning - Minga Turtles Ismaning - Sand Devils Youngstars Minden - Strandgeflüster Minden - Flying Ducks Oberursel - Beach Bazis Schleissheim - Monsters of Beach Wittingen | Männer - BHC Beaching Bad Minden - Die Otternasen Bartenbach - BTVGA Bartenbach - BeachTiGers Geislingen - BHT Hurricanes Herrenhausen - THC EhDrin! Ismaning - 12 Monkeys Köln - BHC Sand Devils Minden - Beach Raptors Minden - BHC Beach & Da Gang Münster - BHC Beach & Da Gang Münster U21 - Beachmopeten Oberursel - Nordlichter Oldenburg - Beach Boys Rheinland - SG Schurwald |

## Schiedsrichter
Die sieben Schiedsrichterpaare für die DM, sowie ein Ersatzpaar (*) wurden am 26. Juli 2022 von der DHB-Schiedsrichterwartin Doreen Männich nominiert:
| - Lynn Van Os (HV Berlin) - Pelin Odabas (HV Berlin) - Bjarne Deiters (HV Niedersachsen) - Jesper Stumpfe (HV Niedersachsen) | - Paolo D’Oria (HV Bayern) - Julia Hlawatsch (HV Bayern) - Konrad Gimmler (HV Sachsen-Anhalt) - Jannik Rips (HV Sachsen-Anhalt) | - Ole Horstmann (HV Schleswig-Holstein) - Philipp Herzog (HV Bayern) - Nico Feilbach (HV Westfalen) - Finn Reinstädtler (HV Westfalen) | - Florian Selau (HV Berlin) - Matthes Westphal (HV Berlin) - Jessica Kirsten (*) - Martin Bilski (*) |

## Einzelbelege
1. ↑  Deutsche Meisterschaften im Beachhandball. Archiviert vom Original am 11. Juli 2022; abgerufen am 28. Juli 2022.
2. ↑  Live Rangliste 2022. Abgerufen am 28. Juli 2022.
3. ↑  handball-world: Das Ziel liegt am Meer: German Beach Open 2022 starten an diesem Wochenende. Abgerufen am 28. Juli 2022.
4. ↑  handball-world: German Beach Open: Karacho-Cup sorgt für Bewegung im Ranking - Entscheidung am Wochenende. Abgerufen am 28. Juli 2022.
5. ↑  Sieben Gespanne leiten die Deutschen Meisterschaften. Abgerufen am 28. Juli 2022.